# Герб Румунії

Герб Румунії 1992—2016 рр.

Герб Румунії був прийнятий румунським парламентом 10 вересня 1992 року як репрезентативний герб Румунії. Сучасний герб базується на малому гербі міжвоєнного Королівства Румунія (використовувався між 1922 і 1947 роками), який був розроблений у 1921 році на прохання короля Румунії Фердинанда I трансільванським угорським геральдистом Йожефом Шебестьєном з Клужа, а перероблений Віктором Дімою. Як центральний елемент, він має золотого орла, який тримає в дзьобі хрест, а в кігтях — булаву та меч. Основні кольори герба — червоний, жовтий і синій — представляють кольори прапора Румунії. Герб було доповнено 11 липня 2016 року зображенням Сталевої Корони Румунії.

## Опис
Щит, розташований на орлові, поділений на п'ять полів, кожне з яких пов'язане з окремою історичною областю Румунії.
- Золотий орел — Волощина
- Голова тура — Західна Молдова
- Дельфіни — Добруджа
- Чорний орел, сім замків, сонце і місяць — Трансильванія
- Лев і міст — Олтенія і Банат

## Історія
Герб Румунії з'явився в 1859 році, коли Александру Іоан Куза об'єднав дві румунські держави — Молдавію і Волощину. Тоді два геральдичні символи — золотий орел і тур — були офіційно об'єднані. До 1866 року було кілька варіантів герба.
1866 року після обрання Кароля князем Румунії щит був поділений на чверті. У першій і четвертій був зображений орел, а в другій і третій — тур. Над щитом розміщувався герб правлячої династії — Гогенцоллернів-Зігмарінгенів. Після 1872 року герб містив символ південної Бессарабії (після 1877 року — Добруджі) — двох дельфінів — у четвертій чверті; та символ Олтенії — золотого лева — у третій чверті; на щиті після Румунської війни за незалежність було розміщено Сталеву корону як символ суверенітету та незалежності.
Герб залишався незмінним до 1921 року, після Першої світової війни, коли Трансільванія була об'єднана з Королівством Румунія. Потім герб Трансільванії було розміщено в четвертій чверті, а Турул (майже всі мотиви, включаючи ймовірний Турул, можна знайти в «Notita Dignitatum» у вигляді щитових візерунків часів Пізньої Римської імперії) був замінений чорним орлом. У третій чверті було зображено герб Баната (міст Аполлодора Дамаського та золотий лев), а у вставці було розміщено герб Добруджі. Щит розміщувався на грудях золотого схрещеного та коронованого орла, як символ латинського походження румунів. Орла розміщували на синьому щиті, увінчаному сталевою короною. Герб мав три варіанти: малий, середній (з щтотримачами та девізом) та великий (середній герб на червоній мантії, підбитій горностаєм). Герб був розроблений трансильванським угорцем Йожефом Себестьєном Кеопечі.
Після 1948 року комуністична влада змінила і прапор, і герб. Герб був радше емблемою, вірною комуністичному зразку: пейзаж (із зображенням сонця, що сходить, трактора та нафтової бурової установки), оточений колосками пшениці, перев'язаними тканиною кольорів національного прапора. До 1989 року існувало чотири варіанти, перший з яких був змінений невдовзі після 1948 року (проголошення республіки), знову змінений у 1952 році (було додано  червону зірку) і, нарешті, у 1965 році, коли Румунія перестала бути Народною Республікою та стала Соціалістичною Республікою.
Відразу після революції 1989 року виникла ідея надати Румунії новий, репрезентативний герб. Фактично, самим символом Революції був прапор з отвором посередині, де було вирізано комуністичний герб.
Геральдична комісія, створена для розробки нового герба Румунії, інтенсивно працювала, представивши парламенту два остаточні проекти, які потім були об'єднані. Виник нинішній дизайн, прийнятий двома палатами румунського парламенту на спільному засіданні 10 вересня 1992 року.
У квітні 2016 року депутати Судового комітету схвалили законопроект, раніше проголосований Сенатом, який повертає на голову орла корону та зобов'язує державні органи замінити існуючі емблеми та печатки на ті, що передбачені законом, до 31 грудня 2018 року (на відзначення сторіччя об'єднання Трансільванії з Румунією 1 грудня 1918 року). Законопроект був прийнятий Палатою депутатів 8 червня 2016 року та оприлюднений президентом Клаусом Йоганнісом 11 липня 2016 року.

## Опис
Щит, що вінчає орла, розділений на п'ять полів, по одному для кожної історичної провінції Румунії з її традиційним символом:
- золотий орел – Валахія (Țara Românească);
- тур – Молдавія (Moldova), Бессарабія (Basarabia), Буковина (Bucovina) та Марамуреш;
- дельфіни – узбережжя: Південна Бессарабія / Буджак (1867  –  1878) та Добруджа (після 1878);
- чорний орел для Кришани та сім замків, сонце та місяць для Трансильванії (Transilvania)
- лев з шаблею та міст Траяна – Олтенія, Банат та Тиімощина

Центральним елементом герба Румунії є золотий орел, що тримає православний хрест. Традиційно цей орел зображений на гербах повіту Арджеш, міста Пітешть та міста Куртя-де-Арджеш. Він символізує «гніздо басарабів», ядро, навколо якого була організована Валахія.
З 11 липня 2016 року герб було змінено, тепер до нього додається геральдичне зображення сталевої корони короля Кароля. Символ королівського минулого та знак періоду 1881 та 1947 років, коли Румунія була монархією, якою правив дім Гогенцоллернів-Зігмарінгенів через його румунську гілку, засновану Каролем.
Аквіла, будучи символом латинства і геральдичним птахом першого порядку, символізує мужність, рішучість, злет до великих висот, силу, велич. Його також можна знайти на гербі Трансильванії.
Щит, на якому він розміщений, має блакитний колір, що символізує небо. Орел тримає в кігтях знаки суверенітету: булаву та меч, останній символізує правителя Молдавії Штефана Великого, тоді як булава нагадує Михайла Хороброго, першого об'єднавця румунських земель. На грудях птаха зображено розчетвертений щит із символікою історичних румунських провінцій (Валахії, Олтенії, Молдавії, Бессарабії, Трансільванії, Банату, Кришанаи, Марамуреша), а також двома дельфінами, що символізують про Чорноморське узбережжя країни (Добруджа).
У першій чверті на блакитному фоні зображено герб Валахії – орла, що тримає в дзьобі золотий православний хрест, праворуч – золоте сонце, а ліворуч – золотий молодик.
У другій чверті зображено традиційний герб Молдавії червоного кольору: чорна голова тура з золотою зіркою між рогами, троянда зправа та спадаючий півмісяць зліва, обидва срібні.
У третій чверті зображено традиційний герб Баната та Олтенії червоного кольору: над хвилями золотий міст з двома арочними отворами (що символізують міст римського імператора Траяна через Дунай), звідки виникає золотий лев, що тримає меч у правиці.
У четвертій чверті зображено герби Трансильванії, Марамуреша та Кришани: щит, розділений вузьким червоним почсом; у верхньому полі, на блакитному, зображено чорного орла із золотим дзьобом, що виступає з пояса, праворуч — золоте сонце, а ліворуч — срібний півмісяць (символізує секеїв); в основі, на золотому тлі - сім веж з зубцями, розташованих по чотири та три (символізують саксів).
Також зображені землі, що прилягають до Чорного моря (Добруджа), на блакитному: два дельфіни стоїть один на одного, головами вниз.

### Румунське князівство

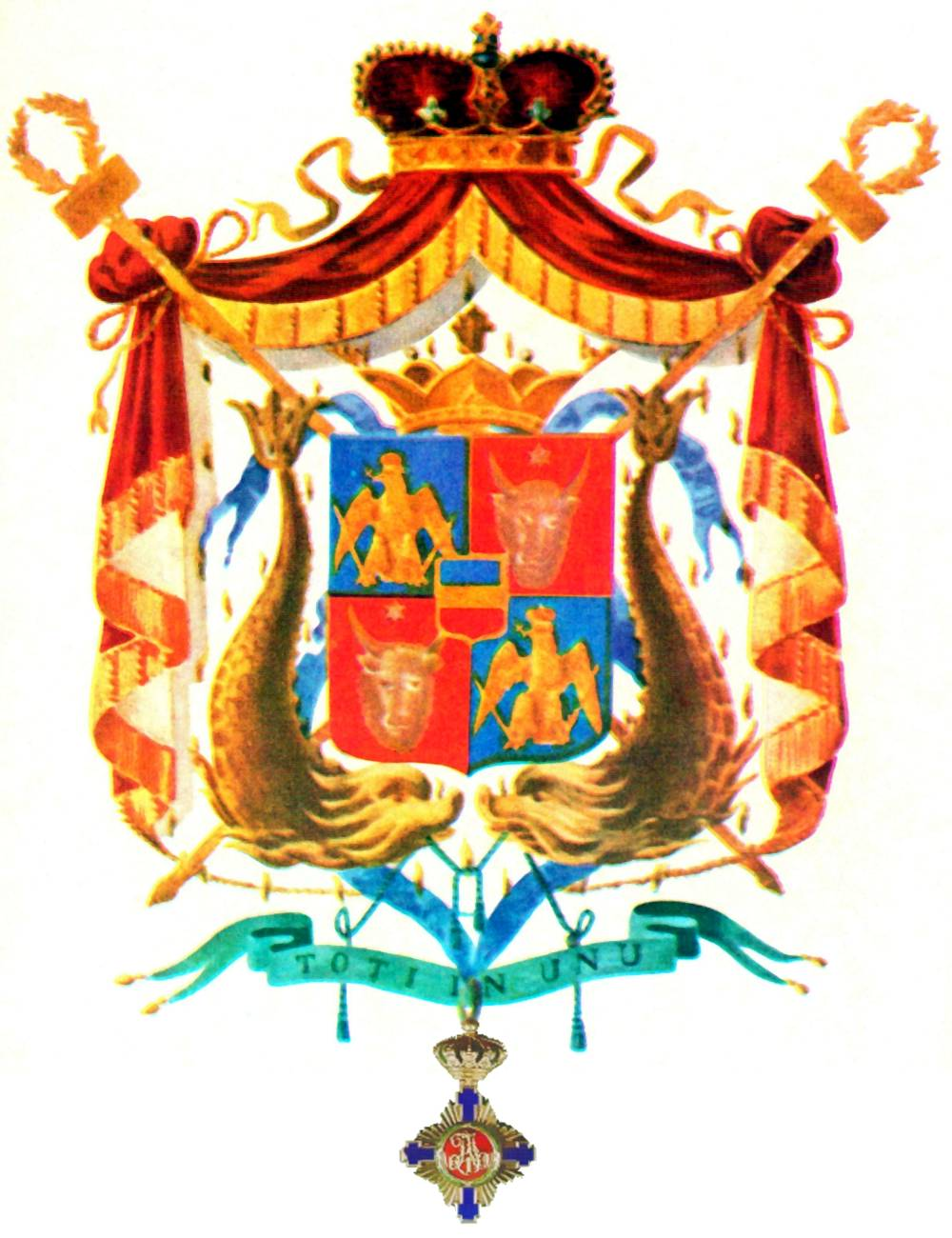

## Галерея

### Герби Волощини, Молдови, Трансильванії

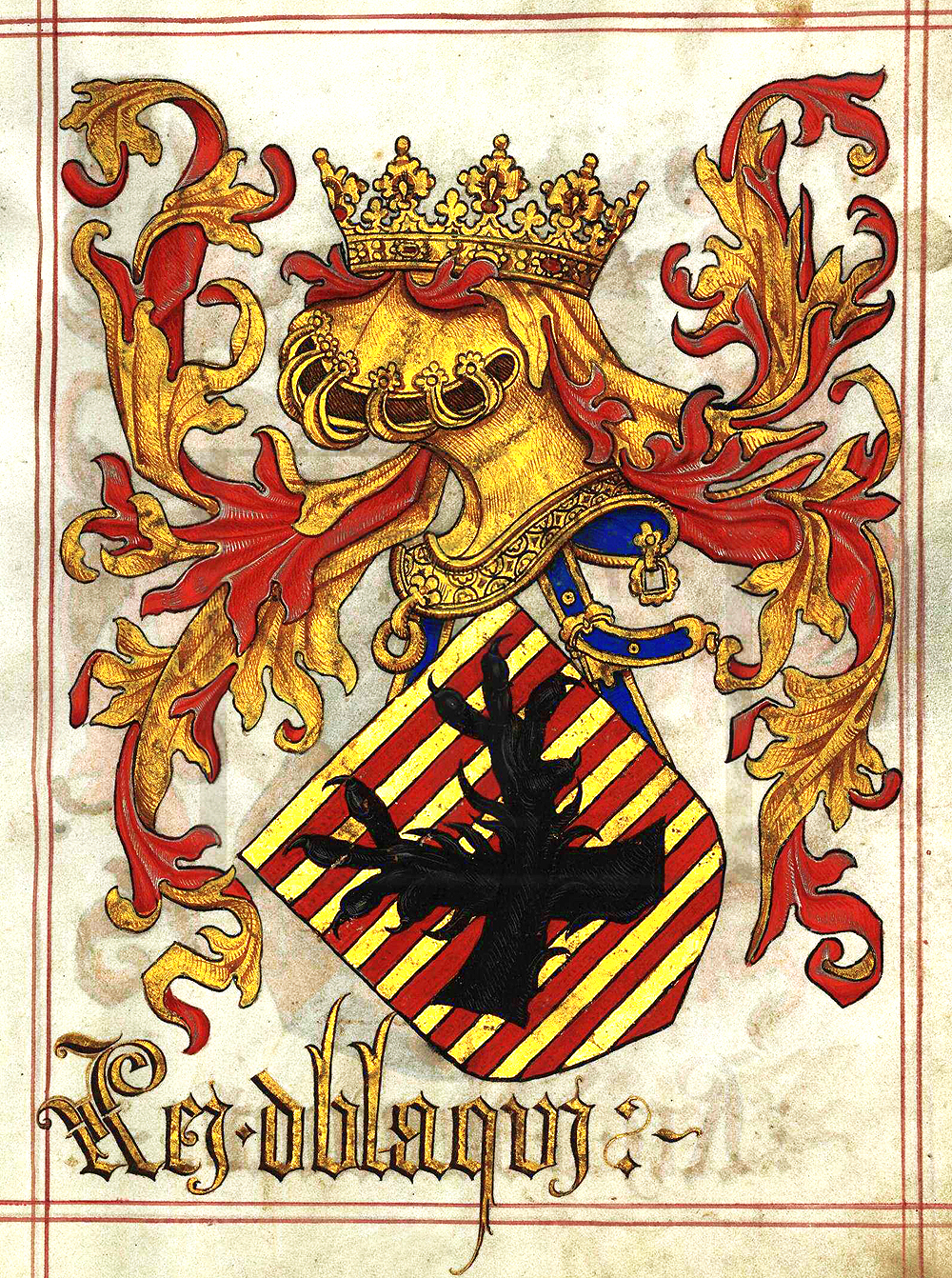
Герб короля Волощини «Livro do Armeiro-Mor», 1509
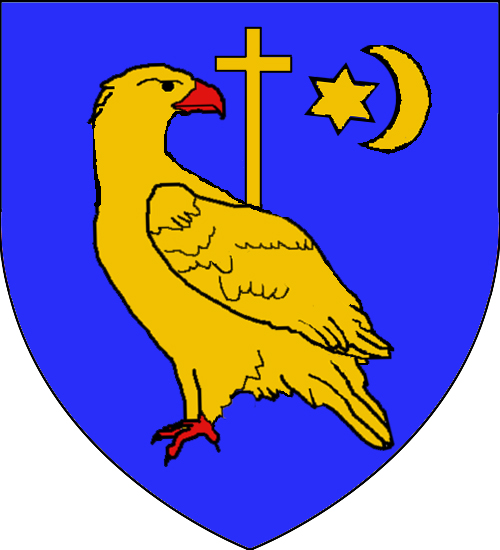
Волощина
Молдовське князівство
Трансильванія

### Історичні регіони
| Добруджа | Банат |
|          |       |

### Румунське королівство

Герб румунського королівства (1881  –  1922)
Великий герб Румунського королівства (1921  – 1947)
Середній герб Румунського королівства (1921  – 1947)
Малий герб Румунського королівства (1921  – 1947)

### Радянський сателіт

Січень - березень 1948
1948 - 1952 рр.
1952-1966
1966-1989